# Sorgeliga saker hända
Sorgeliga saker hända, även känd som Elvira Madigan, är en visa skriven av Johan Lindström Saxon. Den publicerades år 1889, samma år som den händelse den beskriver inträffade. Den presenterades på följande vis: "Berättelse och sång om löjtnant Sparre och Elvira Madigan, den sköna konstberiderskan, hvilka båda för egen hand och af kärlek sköto ihjäl sig i Tåsinge, Danmark".
| ” | Sorgeliga saker hända, Än i våra dar minsann, Sorgeligast är dock denna — Den om fröken Madigan. | „ |